# Dispari (Pino Marino)
Dispari è l'album di debutto del cantautore romano Pino Marino, uscito nel 2000 per la Nun Entertainment. L'album è stato prodotto da Mauro Pagani e David Petrosino; nel brano Meglio che niente canta anche l'attore Fabrizio Bentivoglio.

## Tracce
1. Questione di ore
2. Dispari
3. Terranera
4. Centrifuga e risciacquo
5. Ho chiesto soltanto
6. Sparafucile
7. Via da qui
8. Falso allarme
9. Qualcosa che non cambia il mondo
10. L'uomo, l'angelo e il quadrante del mondo
11. Meglio che niente